# I型コラーゲン
I型コラーゲン(Type I collagen)は、ヒトの体に最も豊富に含まれるコラーゲンで、コラーゲン繊維として知られる太い好酸性の繊維を形成する。組織が修復された際の瘢痕組織や腱、靭帯、筋原線維の筋内膜、骨、真皮、象牙質等に含まれる。

## 形成
COL1A1遺伝子がプロα1鎖を生成し、これがもう1本のプロα1鎖及びCOL1A2遺伝子により生成されるプロα2鎖と結合することにより、プロI型コラーゲン分子が形成される。この三重らせんでロープ状のプロコラーゲン分子は、細胞外酵素によりプロセッシングを受ける。プロセッシング後、長くて薄い小線維になり、細胞の周りの空間でお互いに架橋する。架橋の結果、非常に強い成熟型のコラーゲンI繊維が形成される。